# Малая Волчья
Малая Волчья (укр. Мала Вовча) — село в Охримовском сельсовете Волчанского района Харьковской области Украины.

## Географическое положение
Село Малая Волчья находится на реке Волчья, в 3 км от границы с Россией, выше по течению в 3 км расположено село Николаевка, ниже по течению — село Охримовка, на расстоянии в 2 км находится село Хрипуны.

## История
Село основано в 1748 году.

## Население
Население по переписи 2001 года составляло 563 человека (255 мужчин и 308 женщин).

## Экономика
- В селе есть свино-товарная и птице-товарная фермы.
- «Агрополюс», ООО.

## Объекты социальной сферы
- Школа.
- Маловолчанская амбулатория семейной медицины.

## Достопримечательности
- Ботанический заказник общегосударственного значения «Волчанский». Площадь 185 га. Размещен на территории сёл Волоховка, Николаевка, Землянки, Малая Волчья, Нестерное и Охримовка.
- Братская могила советских воинов. Похоронено 28 воинов.
- Памятник воинам-односельчанам. 1941—1945 г.